# Podnikatelský záměr
Termín podnikatelský záměr vychází z anglického názvu „business plan“, taktéž překládaný jako podnikatelský plán či podnikatelský projekt. Plánování je nedílnou součástí podnikání, obsah podnikového plánování je možno vymezit jako proces rozvoje podniku jako celku, stejně jako jeho jednotlivých funkčních oblastí.
Může se vyskytovat v řadě forem: od základní myšlenkové u nezávislých profesionálů a živnostníků až po rozsáhlou písemnou dokumentaci v případě větších firem. V každém případě je ale podnikatelský záměr zacílen především na jádro podnikání neboli jeho hlavní, stěžejní činnost, případně jako hlavní argument k přesvědčení potenciálního investora.
Podstatu podnikatelského záměru lze nahlížet ze dvou hledisek. V hlubší rovině jde o prakticky nedosažitelný ideál, jemuž se podnikatel více či méně úspěšně snaží v průběhu podnikání přiblížit. V rovině obecné lze pak podnikatelský záměr chápat jako dlouhodobou strategii podnikání, ze které podnikatel vychází a s níž by mělo být celé jeho podnikání v naprostém souladu.
Běžně se také můžeme setkat s chápáním podnikatelského záměru jakožto jednorázového nápadu či inspirace k podnikání. Tento výklad je ale z hlediska správných podnikatelských návyků méně úspěšný, protože podnikatelský záměr by se měl časem vyvíjet tak, aby odpovídal nově nabytým zkušenostem firmy či podnikatele. S těmito revizemi podnikatelského záměru se tak lze v praxi setkat zcela běžně a zejména u velmi dynamických podnikatelských subjektů k nim může docházet i relativně často, třeba každé dva nebo tři roky. Nezřídka bývá tento posun v podnikatelském záměru také doprovázen změnou loga a celkové image.
Typickým znakem podnikatelského záměru je utajení jeho klíčových částí až do okamžiku realizace. Podnikatel usiluje v rámci volného trhu o konkurenční výhodu a proto se snaží své záměry tajit, dokud je to jen možné, aby je nezneužila dříve jeho konkurence. Úspěšnost podnikatelského záměru je tak do značné míry závislá na jeho praktickém provedení a kvalitě záměru.
Zejména v případech, kdy je podnikatelský záměr spojen s velkými investicemi nebo žádostí o vnější zdroje úvěr je často vyžadována Studie proveditelnosti.

## Požadavky na podnikatelský záměr
Podnikatelský záměr by měl být napsán kvalitně v souladu s respektováním následujících náležitostí:
- stručnost a jednoduchost,
- představení výhod produktu nebo služby,
- orientace na budoucnost,
- věrohodnost a reálnost,
- přiměřený optimismus i pesimismus,
- poukázání na silné a slabé stránky plánu,
- určení způsobu financování,
- kvalita formální stránky. [3]

## Druhy podnikatelských plánů
V praxi existuje několik druhů podnikatelských plánů. Jednotlivé varianty se liší v hloubce vysvětlení podnikatelského záměru. K nejčastěji používaným patří Elevator pitch, Executive summary, zkrácený podnikatelský plán a plný podnikatelský plán.
Elevator pitch, v překladu výtahový prodej nebo prezentace ve výtahu, se využívá v situacích, kdy podnikatel má nápad, ale chybí mu potřebný kapitál. Forma výtahové prezentace spočívá v ústním vyjádření s maximální délkou jedné minuty. Během této doby bychom měli stihnout stručně, věcně a výstižně vystihnout naše myšlenky a nápady. Používá se v situacích, kdy na nějakém místě neočekávaně zastihneme investora a chceme na něj v rychlosti udělat dojem. Další variantou zpracování je Executive Summary, v překladu doslova výkonný plán či výkonný souhrn. Má písemnou formu o rozsahu maximálně dvou stran formátu A4. Zkrácený podnikatelský plán je komplexnější dokument než dva předchozí typy. Tento plán zahrnuje všechny body plného podnikatelského plánu v povrchnějším a stručnějším podání. Jednotlivým částem věnuje maximálně dva odstavce. Slouží například v situaci, kdy chceme chránit své obchodní tajemství a nemáme v úmyslu ihned vyložit všechny své karty na stůl. Poslední varianta, plný podnikatelský plán, se věnuje jednotlivým bodům výrazně podrobněji. Rozsah se obvykle pohybuje mezi 15 až 20 stranami.

## Struktura podnikatelského plánu
Kvalitně vypracovaný business plán je základem budoucího úspěchu. Ani v literatuře, ani v praxi neexistuje jedna správná forma pro všechny podniky. Každý podnik si jej vytváří individuálně podle svých potřeb. Ovšem základní kostra bývá často podobná. Měla by zahrnovat následující podstatné atributy:
- titulní strana,
- exekutivní souhrn,
- analýza odvětví (trhu),
- popis podniku,
- výrobní plán,
- marketingový plán,
- organizační plán,
- hodnocení rizik,
- finanční plán,
- přílohy (podpůrná dokumentace).

### Titulní strana
Titulní strana identifikuje firmu. Zpravidla se zde uvádí název a sídlo společnosti, jméno podnikatele a telefonní čísla, popis společnosti a povaha podnikání, způsob financování a jeho struktura.

### Exekutivní souhrn
Přestože exekutivní souhrn bývá v pořadí hned za úvodní stranou, obyčejně se zpracovává až po sestavení celého podnikatelského plánu, a sice v rozsahu několika stran s úkolem zajmout potenciální investory. Ve zkratce podává přehled o celém podnikatelském plánu. Investoři se na jeho základě rozhodují, jestli má vůbec cenu pokračovat s podrobnějším nastudováním plánu. Souhrn musí být stručný, výstižný, srozumitelný a především musí umět zaujmout čtenáře.

### Analýza odvětví
Začínající podnik je potřeba zařadit do příslušného kontextu. Důležité je provést analýzu konkurenčního prostředí, kde jsou zahrnuti významní konkurenti, jejich slabé a silné stránky i možnosti jejich negativního vlivu na tržní úspěšnost podniku. Následuje podrobná analýza vývojových trendů a historických výsledků. Vhodné je začlenit do této části i přírodní faktory, politickou situaci, legislativní podmínky atd. Dále se nesmí opomenout analýza zákazníků na základě segmentace trhu.

### Popis podniku
V tomto oddílu se uvádí podrobný popis podniku s cílem zprostředkování podrobnější představy investora o velikosti podniku a jeho záběru. Měl by obsahovat doložitelná fakta týkající se založení, strategii podniku, cíle a prostředky k jejich dosažení. Ústředními prvky této části jsou výrobky (služby), umístění a velikost podniku, organizační schéma, kancelářské zařízení a jiné technické vybavení, průprava podnikatele (znalosti, praxe).

### Výrobní plán
Jestliže je podnik výrobního charakteru, tak potřebuje plán zachycující celý výrobní proces. Pokud celou výrobu bude zajišťovat podnikatel, uvede popis používaných strojů, zařízení, materiálů a jejich dodavatelů. Nejedná-li se o výrobní podnik, tato část se nazývá obchodní plán a obsahuje informace o nákupu zboží a služeb, skladovacích prostorách. 

### Marketingový plán
Marketingovému plánu věnují investoři zvýšenou pozornost, protože dobrá marketingová koncepce z velké části ovlivňuje budoucí úspěch podnikatelského záměru. Objasňuje způsob distribuce, oceňování a propagaci výrobků či služeb.

### Organizační plán
Podstatu organizačního plánu tvoří organizační struktura podniku. Uvádí klíčové vedoucí pracovníky podniku, jejich vzdělání a praktické zkušenosti. Je určena nadřazenost a podřízenost vedoucích. Dále je v této části popsána forma vlastnictví podniku. Pokud se jedná o obchodní společnost, musí je detailněji rozvést informace o managementu a o obchodních podílech v souladu s příslušnou právní normou.

### Hodnocení rizik
Každý podnikatel si musí být vědom existence rizik, které jsou s podnikáním spojeny. Je potřeba popsat a následně analyzovat největší rizika a připravit alternativní strategii pro jejich minimalizaci. Zařazením této kapitoly do plánu signalizujeme, že jsme si vědomi rizik a jsme připraveni na tato rizika reagovat.

### Finanční plán
Finanční plán hraje velmi důležitou roli v rámci celého podnikatelského plánu. Díky němu můžeme zjistit, nakolik je ekonomicky reálný podnikatelský plán jako celek.
Obecně akceptovanými výstupy finančního plánování podniku jsou:
- plánový výkaz zisku a ztráty – vyčísluje výnosy, náklady a hospodářský výsledek v jednotlivých letech;
- plánovaná rozvaha – statický přehled o majetku podniku (aktivech) a jeho finančním krytí (pasivech) k určitému datu;
- plán peněžních toků (cash-flow) – podává informace o předpokládaných příjmech a výdajích souvisejících s naší činností.

Pro přesvědčení externích subjektů o dlouhodobě rentabilním podnikatelském záměru je vhodné v rámci plánu uvést poměrové finanční ukazatele. Patří mezi ně ukazatel rentability, likvidity, aktivity a zadluženosti. Doporučuje se provést i analýza bodu zvratu.
Finanční plán doplňuje návrh na financování projektu. Zdroje financování podnikatelské činnosti mohou být dvojího typu:
- vlastní zdroje financování – vklady vlastníků, zisk, odpisy;
- cizí zdroje financování – úvěry, dluhopisy, leasing, rizikový kapitál, atd.[5]

### Přílohy (podpůrná dokumentace)
Rozsah příloh je u jednotlivých podniků individuální a může činit i přes padesát stran. Přílohy obsahují informativní materiály, které nelze začlenit do textu podnikatelského plánu, nýbrž by na ně měly být v textu odkazy. Do příloh zařazujeme například životopisy klíčových osobností, výpis z obchodního rejstříku, analýzu trhu či důležité smlouvy.